# El precio amigo
El Precio Amigo es el primer disco oficial de Siete Venas, grabado en noviembre de 2007 en estudio El Cangrejo, La Boca, Buenos Aires con la producción artística de Charlie Desidney y Goy Ogalde. Roy Madsen colaboró como músico en las pistas de saxo.

## Lista de canciones
1. Homenaje - 3:15
2. El Busca - 3:13
3. Porque será? - 3:13
4. Sin querer - 4:03
5. Zumbido - 2:21
6. Arrepentido - 2:45
7. Poder Impune - 2:57
8. El Precio Amigo - 1:55
9. Valsecito - 3:47
10. Klein - 3:04
11. La Marcha - 3:25

- Datos: Q2919029